# Psittacosaurus
A Psittacosaurus (nevének jelentése papagájgyík, a görög ψιττακός (pszittakósz; papagáj) és σαῦρος (szaűrosz; gyík) szavakból összetéve) a ceratopsia dinoszauruszok egy neme, amely a kora kréta korban, mintegy 130–100 millió évvel ezelőtt élt a mai Ázsia területén. Ez az egyik legfajgazdagabb dinoszaurusznem, amelynek legalább tíz faja vált ismertté a mai Kína, Mongólia és Oroszország területéről előkerült fosszíliák alapján, de Thaiföldön is találtak a feltételezés szerint ehhez a nemhez tartozó maradványokat.
A Psittacosaurus nem változatos, általában közepes méretű, két lábon járó növényevők gyűjtőcsoportja, melyeknek állkapcsa magas, erőteljes csőrré alakult. Legalább egy faja hosszú, tollszerű struktúrákkal rendelkezett, melyek az állat hátának alsó részén és farkán helyezkedtek el, és feltehetően a párkeresés közbeni pózolásnál volt szerepük. A psittacosauridák rendkívül korai ceratopsiák, és míg számos szokatlan tulajdonságot fejlesztettek ki, sok olyan anatómiai jellemzőjük volt, amelyek a későbbi ceratopsiáknál, például a Protoceratopsnál és az elefántméretű Triceratopsnál is megtalálhatóak.
Bár a Psittacosaurus nem annyira ismert a nagyközönség előtt, mint távoli rokona, a Triceratops, mégis az egyik legjobban ismert dinoszaurusznemnek számít. Több mint 400 példány fosszíliája került elő, melyek között sok teljes csontváz is található. A maradványok a legkülönfélébb korosztályokat képviselik, a fiókáktól a felnőttekig, ami lehetővé teszi a Psittacosaurus részletes tanulmányozását többféle területen, például növekedési arány és szaporodásbiológia szempontjából. Maradványainak gyakori előfordulása a fosszilis rekordban lehetővé teszi, hogy korjelző fosszíliaként használják Közép-Ázsia kora kréta kori rétegeinél.

## Anatómia

Az ember és a Psittacosaurus méretének összehasonlítása. A négyzetrács szegmensei egy négyzetméteresek

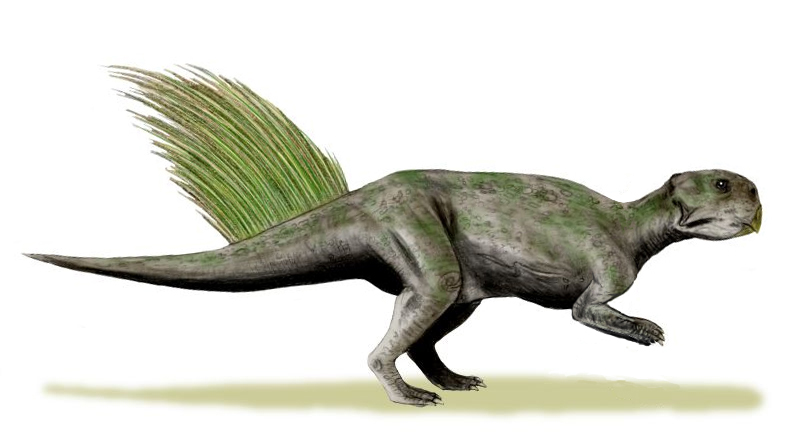
A Psittacosaurus mongoliensis rekonstrukciója

A Psittacosaurus egyes fajai különböző méretűek, koponyájukon és csontvázukon pedig egyedi jellegzetességek fedezhetők fel, de testük alakja hasonló. A legjobban ismert faj a P. mongoliensis, melynek hosszúsága elérte a 2 métert, felnőtt példányainak maximális testtömege pedig meghaladhatta a 20 kilogrammot. Egyes fajok megközelítették a P. mongoliensis méretét (P. major, P. neimongoliensis, P. xinjiangensis), míg mások valamivel kisebbek voltak (P. sinensis, P. meileyingensis). A legkisebb ismertté vált faj, a P. ordosensis, 30%-kal kisebb volt a P. mongoliensisnél, míg a két legnagyobb, a P. lujiatunensis és a P. sibiricus, nem volt sokkal nagyobb nála.

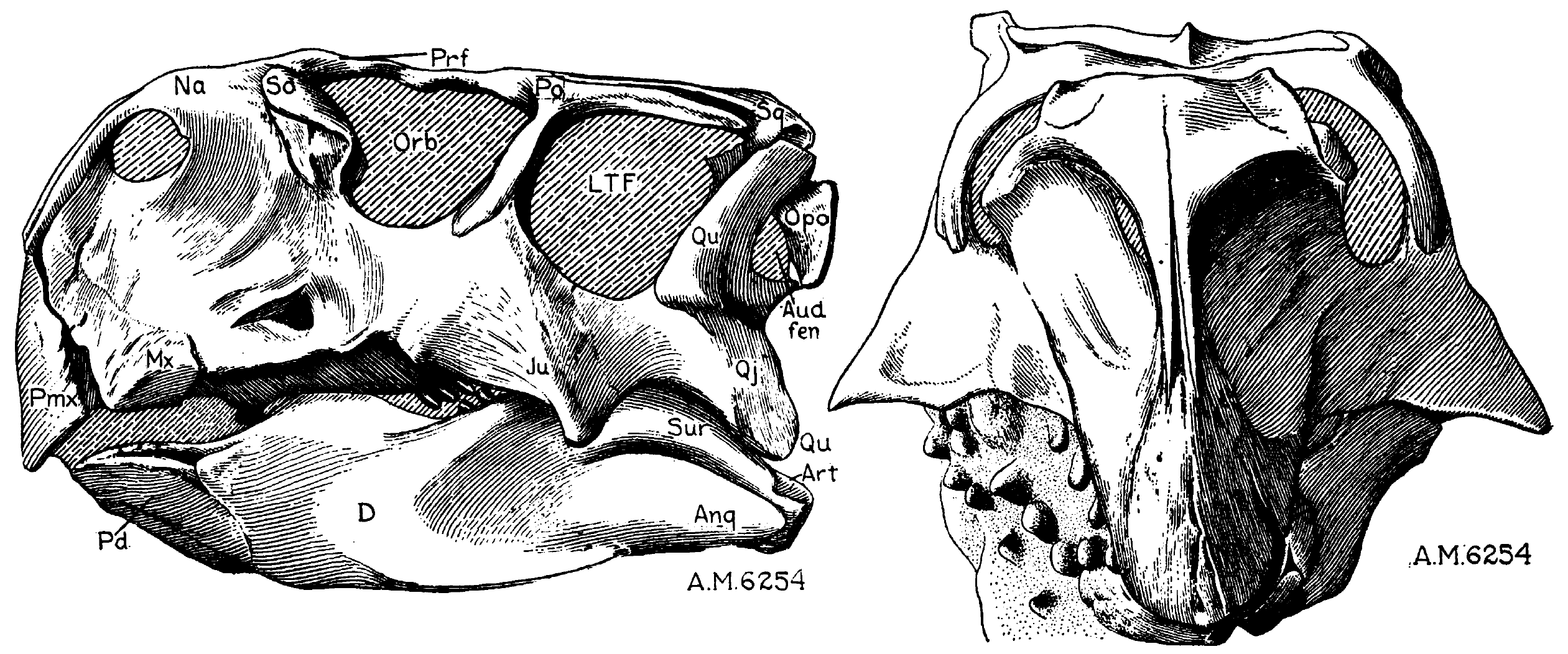
A Psittacosaurus mongoliensis holotípusának koponyája (Osborn, 1923)

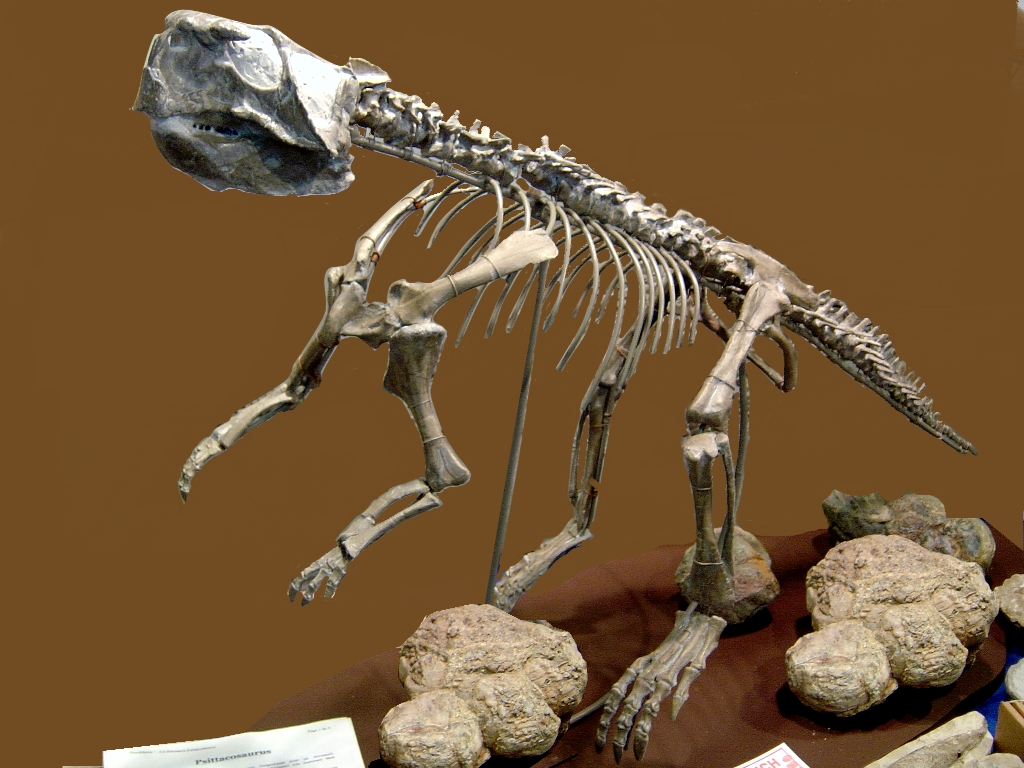
A Psittacosaurus csontváza

A Psittacosaurus koponyája nagy mértékben eltér a kortárs madármedencéjűekétől. Rendkívül magas és rövid, egyes fajoknál oldalnézetből nagyjából kör alakúnak látszódik. A szemnyílások előtti rész csupán 40%-a a teljes koponya hosszúságának, ez az arány pedig kisebb annál, ami a többi ismert madármedencéjűre jellemző. A Psittacosaurusok állkapcsán gumós függőleges tarajok helyezkednek el a fogak középpontja alatt. A felső állkapocs és az állkapocs rosztrális és predentális csontja határozott csőrszerű formát alkot. A csőr csontos magját valószínűleg keratin burkolat fedte, ami éles vágófelületet biztosított a növények darabolásának megkönnyítésére. A nem nevének megfelelően a rövid koponya és a csőr emlékeztet a ma élő papagájokéra. A Psittacosaurus koponyákon a fejlettebb ceratopsiákéhoz hasonló módosulások találhatók, például az egyedi rosztrális (csőrös) csont a felső állcsont hegyénél és a hajlított pofacsontok. Azonban még nem található meg náluk a csontos nyakfodor, sem a szarv, ami a későbbi ceratopsiáknál fejlődhetett ki. A P. sibiricus koponyáján csontos nyúlványok találhatók, de ezeket a konvergens evolúció példájának tekintik.
A Psittacosaurus csontvázának koponya alatti (posztkraniális) része sokkal jobban emlékeztet az átlagos két lábon járó madármedencéjűekére. A P. mongoliensisnél ez a rész hasonlít a többi fajéra, a mellső lábak a hátsók hosszának 58%-át érik el, ami arra utal, hogy ezek az állatok szinte kizárólag két lábon közlekedtek. A mellső lábaikon mindössze négy ujj volt, ellentétben a legtöbb madármedencéjűvel (és ceratopsiával), melyek öt ujjal rendelkeztek. A négyujjú hátsó láb viszont általánosságban nagyon hasonlított a többi kis méretű madármedencéjűéhez.

## Taxonómia
A Psittacosaurust Henry Fairfield Osborn, őslénykutató, az Amerikai Természetrajzi Múzeum (American Museum of Natural History) vezetője nevezte el, 1923. október 19-én megjelent cikkében. A nem neve a pszittakosz (görögül: ψιττακος, 'papagáj') és szaürosz (görögül: σαυρος, 'gyík') szavak összetételéből származik, ami ezen állatok papagájszerű csőrére és hüllő természetére utal.

### Fajok

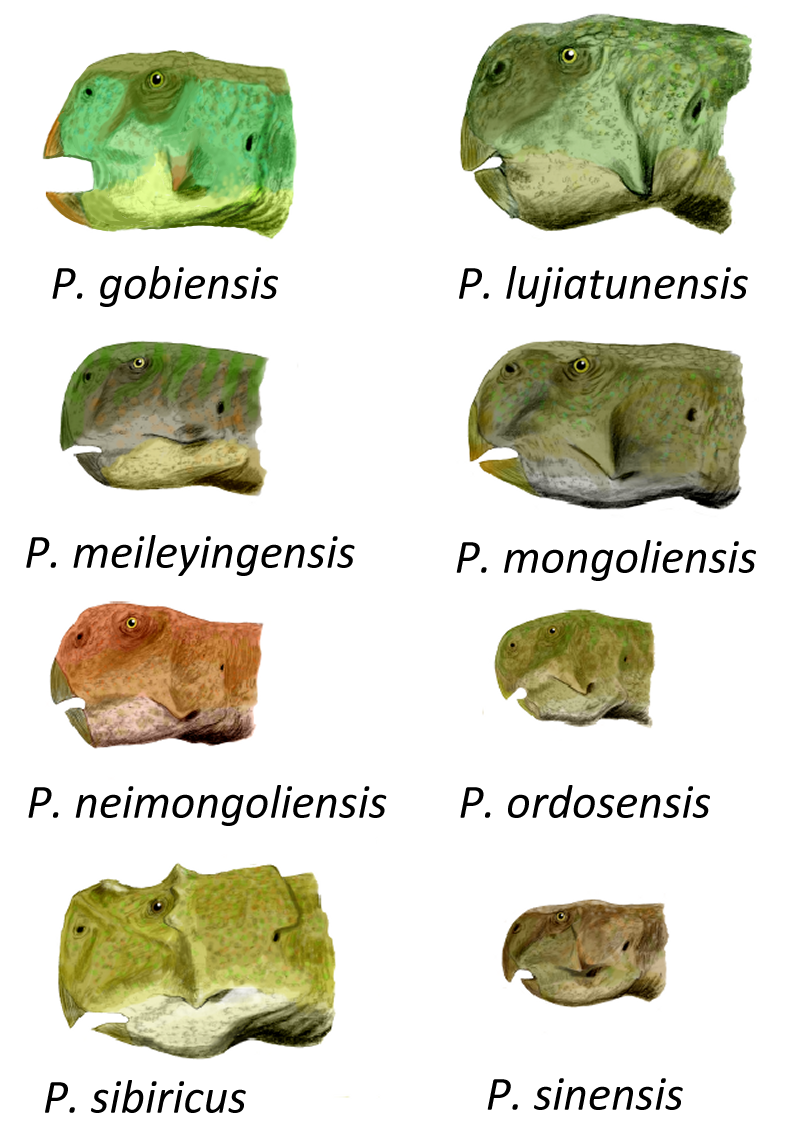
A Psittacosaurus nyolc fajának fejrekonstrukciója

Több mint egy tucat faj tartozik a Psittacosaurus nemhez, bár mindössze 9–11 van köztük, amit jelenleg érvényesnek tekintenek. Ez az érvényes fajszám a legnagyobb, ami egyetlen dinoszaurusznemhez tartozik (nem számítva a madarakat). Ezzel ellentétben a legtöbb dinoszaurusznem monospecifikus, azaz, csupán egyetlen ismert faja van. A különbség leginkább a fosszilis rekord tökéletlenségének tudható be. Míg a Psittacosaurus több száz fosszilis maradvány alapján ismert, a legtöbb egyéb nemből sokkal kevesebb példány került elő, így sokukat csak egyetlen egyed képviseli. A magas minta arány révén a Psittacosaurus nem változatossága jobban kutatható, mint a legtöbb dinoszaurusznemé, ami több faj felismerését teszi lehetővé. A legtöbb ma élő állatnemhez több faj tartozik, ami arra enged következtetni, hogy ez a kihalt dinoszaurusznemek esetében is így volt, azonban a legtöbb faj valószínűleg nem őrződött meg. Továbbá a legtöbb dinoszaurusz kizárólag csontmaradványok alapján ismert, és csak morfológiai kiértékelés végezhető rajtuk, miközben a ma élő fajok csontváza morfológiai szempontból gyakran nagyon hasonló, a köztük levő eltérések csak más módon fedezhetők fel, ehhez azonban a fosszilis rekordban szokványos esetben nem található elég információ, például a viselkedésre vagy a színezetre vonatkozóan. Ezért nem tudható, hogy az ismert fosszíliák önálló fajként leírt egyedei mennyiben tekinthetők önálló fajnak, és mennyiben lehetett ez az egyedfejlődés során bekövetkező változások, a nemi kétalakúságból következő morfológiai különbség, illetve fajon belüli változatosság következménye. Emellett a 30 millió éves evolúciós idő azt a feltevést is megengedi, hogy egyes korai leletek fajilag is azonosak lehetnek a későbbi leszármazottakkal. Ennek figyelembevételével elképzelhető, hogy a fajok száma jóval nagyobb lehetett a jelenleg ismertnél, a Psittacosaurus és a többi dinoszaurusznem esetében is, ugyanakkor a külön fajokként leírt példányok nem biztosan tartoztak valóban külön fajhoz.
- Érvényes Psittacosaurus fajok
  - Psittacosaurus mongoliensis[11][15] – Mongólia, Észak-Kína
  - Psittacosaurus sinensis[16] – Északkelet-Kína
  - Psittacosaurus meileyingensis[7] – Északközép-Kína
  - Psittacosaurus xinjiangensis[17] – Északnyugat-Kína
  - Psittacosaurus neimongoliensis[5] – Északközép-Kína
  - Psittacosaurus ordosensis[5] – Északközép-Kína
  - Psittacosaurus mazongshanensis[18] – Északnyugat-Kína
  - Psittacosaurus sibiricus[19] - Oroszország (Dél-Szibéria)
  - Psittacosaurus lujiatunensis[8] - Északkelet-Kína
  - Psittacosaurus major[4] - Északkelet-Kína
  - Psittacosaurus gobiensis - Belső-Mongólia
- Lehetséges Psittacosaurus fajok
  -  ?Psittacosaurus sattayaraki[20][21] - Thaiföld

### Osztályozás

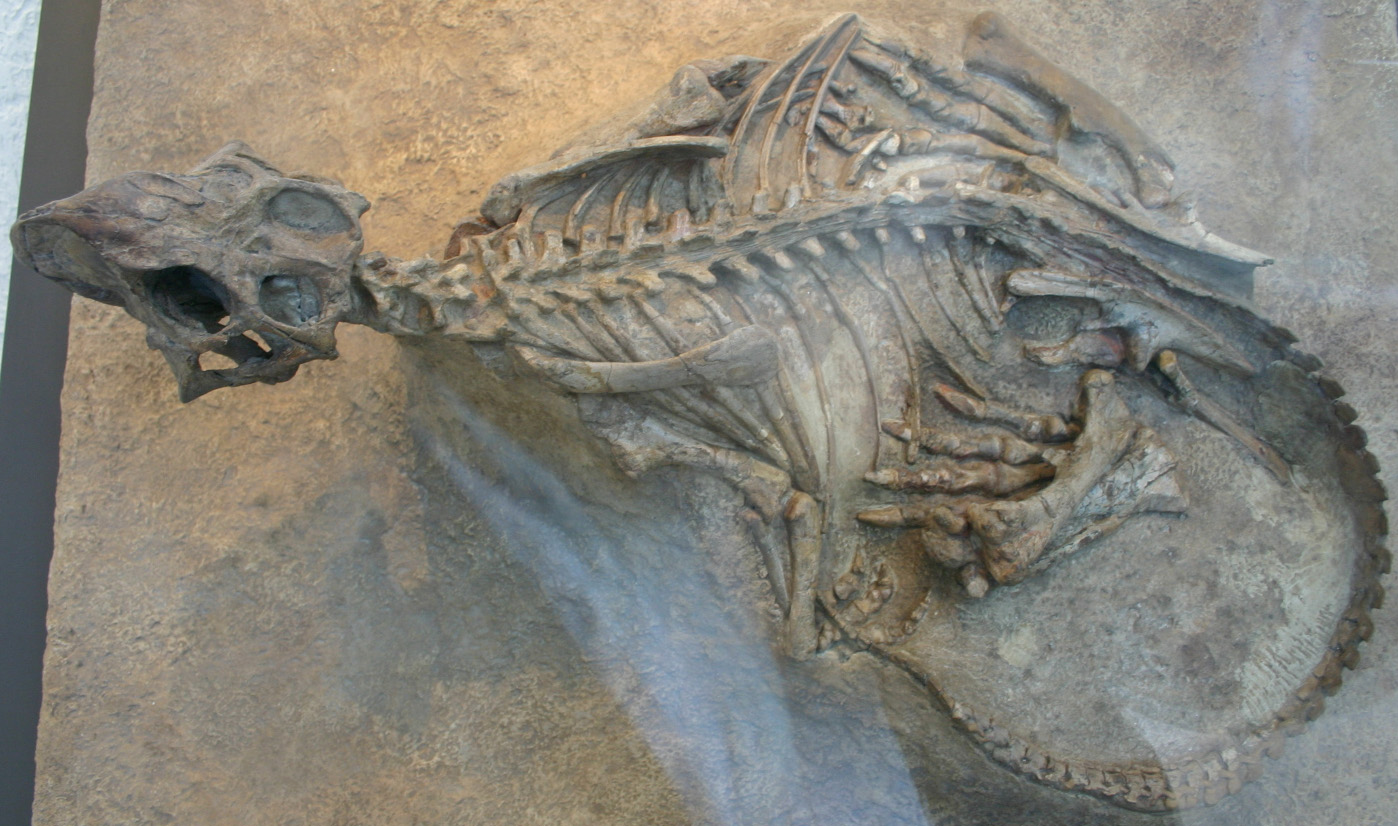
A Psittacosaurus mongoliensis holotípusa az Amerikai Természetrajzi Múzeumban

A Psittacosaurus az Osborn által 1923-ban elnevezett Psittacosauridae család típusneme. Jelenleg csak egyetlen másik nem, a Hongshanosaurus tartozik ide. A psittacosauridák bazálisabbak a legtöbb ismert ceratopsiánál, kivéve a Yinlongot és talán a Chaoyangsauridae családot. Bár a Psittacosauridae a ceratopsiák családjának egyik korai ágát képviseli, maga a Psittacosaurus feltehetően nem közvetlen őse egyetlen más ceratopsia csoportnak sem. Az összes többi ceratopsia mellső lábán öt ujj található, ami a plesiomorfia eredménye vagy egy korai jellegzetesség lehet, miközben a Psittacosaurus valamennyi fajának mellső végtagja négy ujjal rendelkezik. Emellett a koponyán, a szemek és az orrlyukak között elhelyezkedő oldalsó nyílások (fenestra antorbitalis) feltehetően elvesztek a Psittacosauridae evolúciója során, míg a többi ceratopsiánál megmaradtak, ahogy a legtöbb archosaurusnál. Nagyon valószínűtlen, hogy az ötödik ujj vagy az oldalsó nyílások másodlagosan fejlődtek ki, ezért a psittacosaurusok nem a csoport közös ősei, hanem elkülönült mellékágát képezik az alrendnek.
Habár számos Psittacosaurus fajt neveztek el, az egymással való kapcsolatuk még nem teljesen tisztázott, és nincs egységes tudományos álláspont a témát illetően. A legújabb és legrészletesebb kladisztikai elemzést Alekszandr Averjanov és kollégái publikálták 2006-ban:
|  | P. sibiricus |
|  |              |
|  | P. sinensis  |
|  |              |

|  | P. neimongoliensis |
|  | |
|  | P. ordosensis |
|  | |
|  | \| \| Yixian Psittacosaurus sp. (amely nem P. lujiatunensis vagy P. major) \| \| \| \| \| \| P. mazongshanensis \| \| \| \| \| \| P. meileyingensis \| \| \| \| \| \| P. mongoliensis \| \| \| \| \| \| P. xinjiangensis \| \| \| \| |
|  | |
|  | Yixian Psittacosaurus sp. (amely nem P. lujiatunensis vagy P. major) |
|  | |
|  | P. mazongshanensis |
|  | |
|  | P. meileyingensis |
|  | |
|  | P. mongoliensis |
|  | |
|  | P. xinjiangensis |
|  | |

|  | Yixian Psittacosaurus sp. (amely nem P. lujiatunensis vagy P. major) |
|  |                                                                      |
|  | P. mazongshanensis                                                   |
|  |                                                                      |
|  | P. meileyingensis                                                    |
|  |                                                                      |
|  | P. mongoliensis                                                      |
|  |                                                                      |
|  | P. xinjiangensis                                                     |
|  |                                                                      |

|  | P. sibiricus |
|  |              |
|  | P. sinensis  |
|  |              |

|  | P. neimongoliensis |
|  | |
|  | P. ordosensis |
|  | |
|  | \| \| Yixian Psittacosaurus sp. (amely nem P. lujiatunensis vagy P. major) \| \| \| \| \| \| P. mazongshanensis \| \| \| \| \| \| P. meileyingensis \| \| \| \| \| \| P. mongoliensis \| \| \| \| \| \| P. xinjiangensis \| \| \| \| |
|  | |
|  | Yixian Psittacosaurus sp. (amely nem P. lujiatunensis vagy P. major) |
|  | |
|  | P. mazongshanensis |
|  | |
|  | P. meileyingensis |
|  | |
|  | P. mongoliensis |
|  | |
|  | P. xinjiangensis |
|  | |

|  | Yixian Psittacosaurus sp. (amely nem P. lujiatunensis vagy P. major) |
|  |                                                                      |
|  | P. mazongshanensis                                                   |
|  |                                                                      |
|  | P. meileyingensis                                                    |
|  |                                                                      |
|  | P. mongoliensis                                                      |
|  |                                                                      |
|  | P. xinjiangensis                                                     |
|  |                                                                      |

A P. lujiatunensis állítólag bazálisabb a többi fajnál. Ez egyezést mutathat a fosszilis rekordban való korábbi megjelenésével.

## Eredet

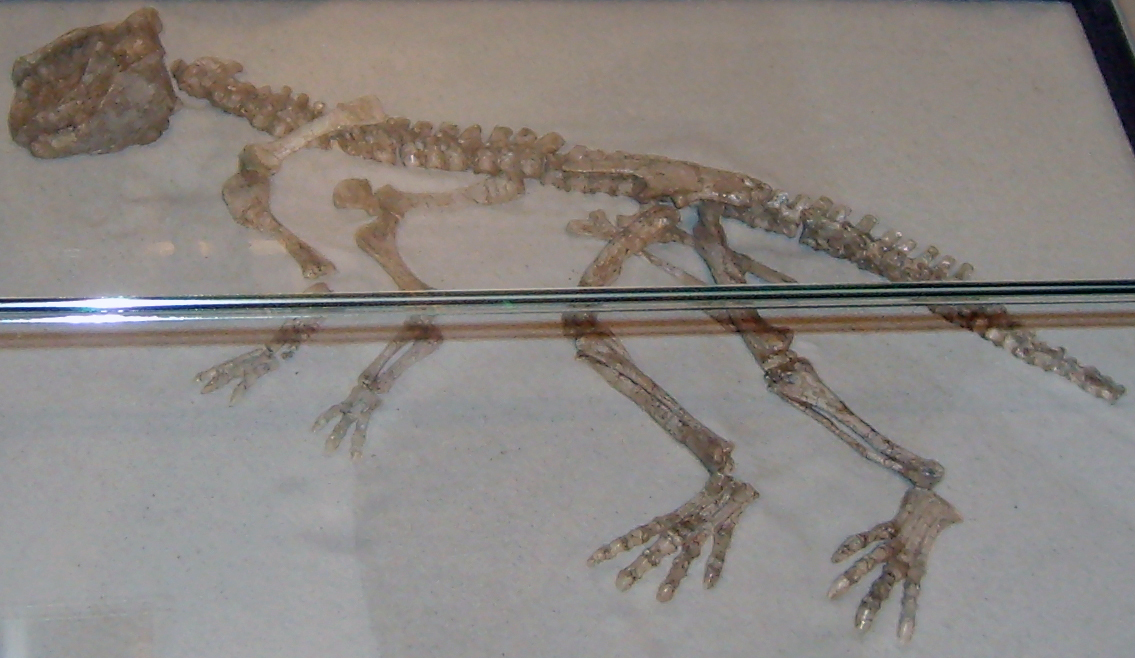
A Psittacosaurus meileyingensis Kínából származó fosszíliája a koppenhágai Zoológiai Múzeum kiállításán

A Psittacosaurus több mint 400 egyed maradványai alapján ismert, melyek közül 75 a típusfajhoz, a P. mongoliensishez tartozik. Valamennyi Psittacosaurus fosszíliát Ázsia kora kréta kori rétegeiben fedezték fel, a Dél-Szibériától Észak-Kínáig terjedő területen, de elképzelhető, hogy a Thaiföldről előkerült maradványok is ehhez a nemhez tartoznak. Leggyakrabban a kora kréta kor barremi–albai korszakához tartozó, 125–100 millió éves rétegeket tartalmazó geológiai formációkban fordul elő. Szinte valamennyi, ehhez az korhoz tartozó mongóliai és kínai szárazföldi üledékes formációban megtalálták a Psittacosaurus fosszíliáit, ami ahhoz vezetett, hogy az adott időszak korjelzőjeként használják ebben a régióban, a szintén nagyon gyakori Dsungaripterus nevű pterosaurus mellett.
A legkorábbi ismert faj a P. lujiatunensis, ami a Yixian-formáció (Jihszien) legalsó részéről került elő. E formáció különböző rétegeiben több mint 200 Psittacosaurus példányt találtak, a koruk azonban viták tárgyát képezi. Több korábbi radiometrikus kormeghatározást alkalmazó vizsgálat jura időszakinak minősítette ezt a formációt, ami több tíz millió évvel korábbra esik a Psittacosaurus számára valószínűsített kornál, az újabb keletű művek azonban inkább a kora krétára datálják. Kínai tudósok egy csoportja az argon-argon kormeghatározási módszer segítségével megállapította, hogy a legalsó réteg 128, a legfelső pedig körülbelül 122 millió éves. A legújabb kínai vizsgálatnál urán-ólom kormeghatározást alkalmaztak, ami szerint a legalsó réteg újabb, nagyjából 125 millió éves, míg a legfelsőnél igazolták a 122 millió éves kort. Ez alapján a Yixian a kora apti vagy esetleg a késő barremi – kora apti alkorszakhoz tartozik.

## Ősbiológia

### Táplálkozás

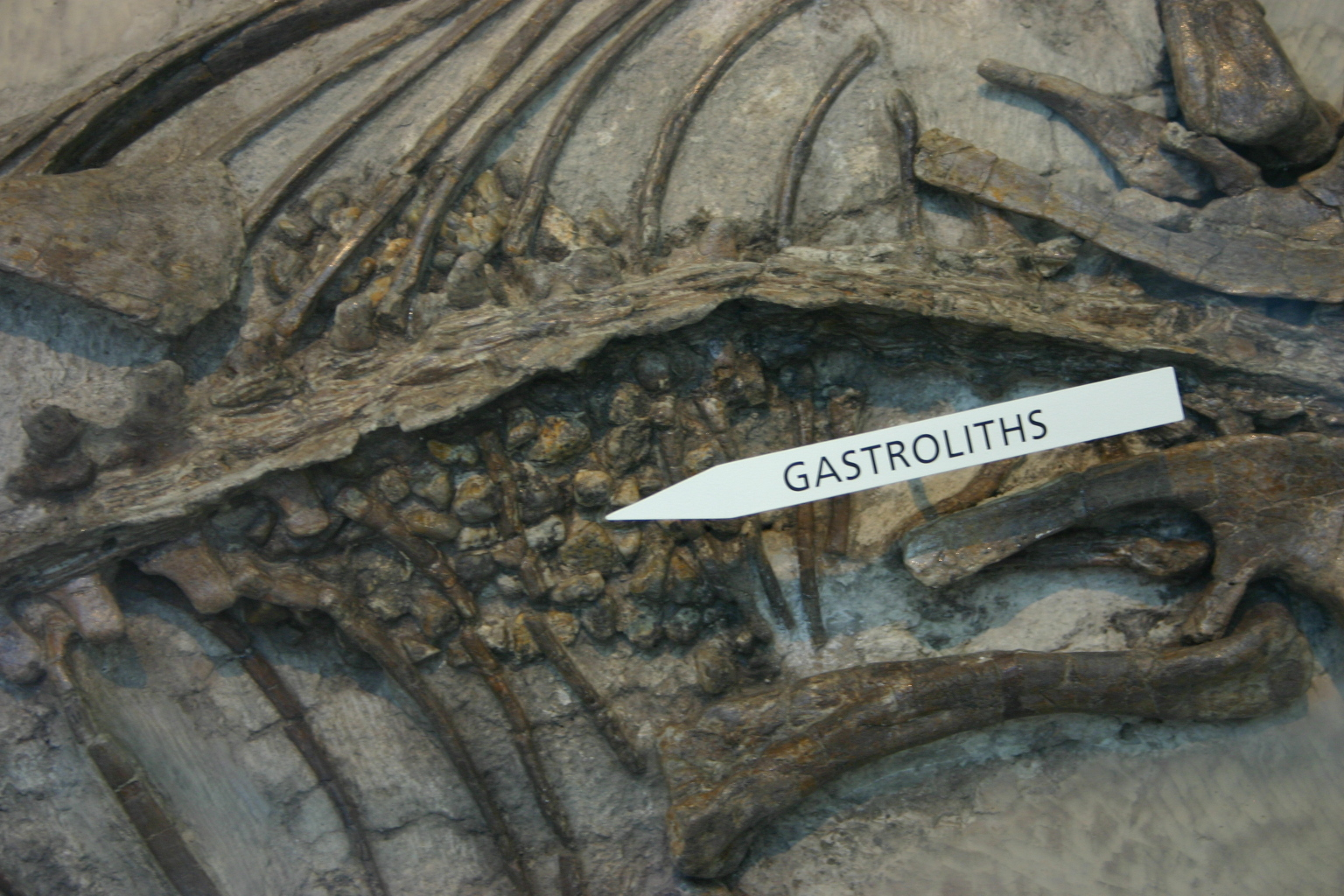
Egy Psittacosaurus mongoliensis fosszília, amely a gyomor táján elhelyezkedő gasztrolitokkal együtt őrződött meg

A Psittacosaurusok fogai félig élesek, így alkalmasak a durva növényi anyagok vágására és szeletelésére. Azonban a későbbi ceratopsiákkal ellentétben a fogazatuk nem volt alkalmas a táplálék megőrlésére vagy megrágására. Emiatt (a fosszíliák között gasztrolitokként ismert) zúzóköveket kellett nyelniük, hogy az étel átjuthasson az emésztőrendszerükön. A gasztrolitok, melyek esetleg a zúzában helyezkedtek el, ahogyan a modern madaraknál is, alkalmanként megtalálhatók a fosszíliák hasüregének környékén, a számuk pedig néha meghaladhatja az ötvenet is.

### Növekedési arány

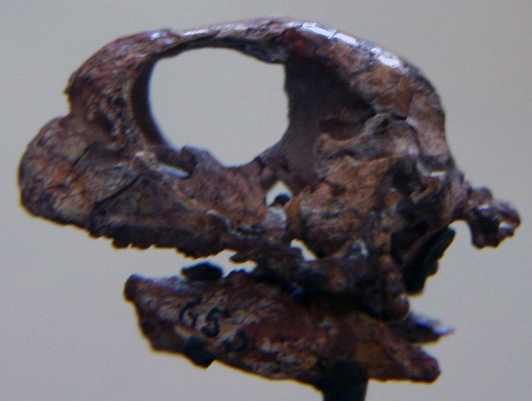
Egy fiatal Psittacosaurus mongoliensis koponyája az Amerikai Természetrajzi Múzeumban

Számos fiatal Psittacosaurust találtak. A legkisebb az Amerikai Természetrajzi Múzeum gyűjteményében levő egyik P. mongoliensis fióka, melynek teste 11–13, a koponyája pedig mindössze 2,8 centiméter hosszú. Ugyanebben a gyűjteményben található egy másik fióka is, 4,6 centiméteres koponyával. Mindkét példány Mongóliából került elő. A nagyobbhoz hasonló korú egyedeket fedeztek fel a Yixian-formációban is Egy felnőtt Psittacosaurus mongoliensis hosszúsága elérhette a 2 métert.
A P. mongoliensis szövettani vizsgálata segítségével megállapították az egyes állatok növekedési arányát. A vizsgálatban szereplő legkisebb példány körülbelül hároméves volt, a testtömege pedig valamivel 1 kilogramm alatt lehetett, míg a legnagyobb korát kilenc évre, a tömegét pedig 20 kilogrammra becsülték. Ez ezt jelzi, hogy a legtöbb hüllőhöz és erszényes emlőshöz képest a növekedési arányuk gyors volt, de elmaradt a ma élő madarakétól és méhlepényes emlősökétől. A Psittacosaurus mongoliensis maradványain a csontok növekedési gyűrűinek megszámlálásával elvégzett kormeghatározási vizsgálat arra utal, hogy e bazális ceratopsia 10 vagy 11 évet élhetett.

### Kültakaró

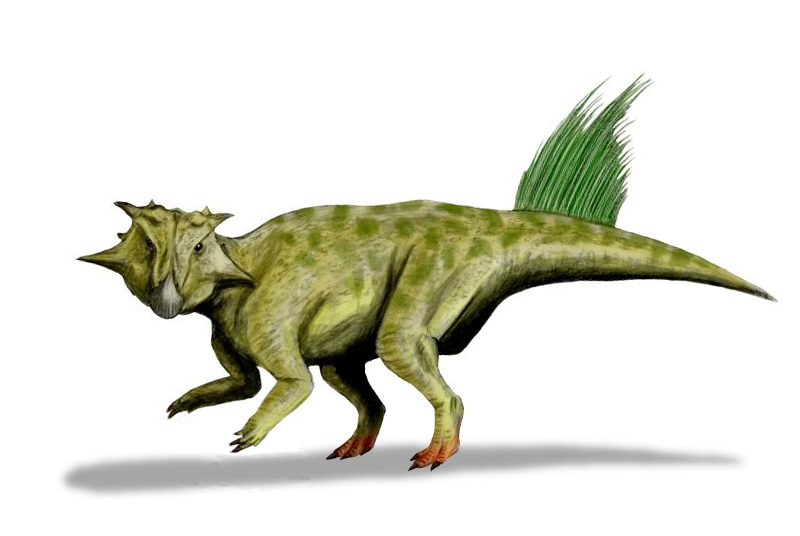
A faroktüskés Psittacosaurus sibiricus

A Psittacosaurus kültakarója egy kínai egyed alapján ismert, amely a liaoningi Yixian-formációból került elő, és jelenleg egyik fajhoz sincs besorolva. A lelet, amit törvénytelenül juttattak ki az országból és adtak el egy német múzeumnak, egy megegyezés keretében került vissza Kínába.
A teste nagy részét pikkelyek borították. A nagyobb pikkelyek szabálytalanul helyezkedtek el, a köztük levő helyeket pedig kisebbek töltötték ki, azokhoz a bőrlenyomatokhoz hasonlóan, amiket más ceratopsiáknál, például a Chasmosaurusnál találtak. Egy sor pikkely üreges, csőszerű tüskének tűnik, a hosszuk 16 centiméter, és a farok felső (háti) részén helyezkednek el. Egyes tudósok szerint azonban jelenleg nincs meggyőző bizonyíték arra nézve, hogy ezek a struktúrák megegyeznek (homológok) a theropodák eltérő szerkezetű tollaival, illetve prototollaival. Amennyiben csak a farkon, egy sorban helyezkedtek el, valószínűtlen, hogy hőszabályzásra szolgáltak, inkább a kommunikációban vagy a párválasztás során történő pózolásnál lehetett szerepük.
2008-ban új tanulmány jött ki a Psittacosaurus sp. két példányának kültakarójáról és bőréről. A bőrmaradványok természetes keresztmetszetét összevetve a mai állatokéval kiderült, hogy a dinoszauruszok bőrrétegei más nagytestű gerincesekével párhuzamosan fejlődtek. A Psittacosaurus kollagénrostjai bonyolultak, struktúrájuk szinte megegyezik az összes többi gerincesével, de különösen vastagok, kb. 40 rétegből állnak. Mivel a bőrmintákat az állat pikkelytelen hastájékáról szedték, a rostok talán a gyomor és a belek izomzatát erősítették és a ragadozók ellen védelmet nyújtottak.
Egy 2016-os tanulmány alapján a kültakaróval megkövült Psittacosaurus példány melanoszómáinak tanulmányozása kimutatta, hogy az állat rejtőszíneket viselt, valószínűleg mivel a mai erdőlakó szarvasokhoz és antilopokhoz hasonlóan a sűrű, sötét erdőket kedvelte. A végtagjain lévő csíkok és foltok a segítettek a rejtőzködésben. A példányon ezen túl sűrű pigmentfoltok fedezhetők fel a vállon, pofán (talán magamutogatásra) és kloákán (aminek talán antimikrobiális szerepe volt), valamint a hátsó lábát egy nagy bőrlebeny kötötte össze a farok tövével. Nagy szemei arról tanúskodnak, hogy jó látása lehetett, ami hasznos volt a táplálék fellelésében és a ragadozók elkerülésében. A szerzők rámutattak, hogy az állatfaj színezetében lehetett némi variáció attól függően, hogy milyen fényes környezetben éltek. A koponya olyan állapotban őrződött meg, hogy a szerzők nem tudták megállapítani, a lelet a Jehol Formáció melyik Psittacosaurus fajához tartozott. Viszont a medencéjének tulajdonságai alapján kizárták, hogy a P. mongoliensis fajhoz tartozna.
Egy másik 2016-os tanulmány lézeres fluoreszcencia leképezéssel elemezte a tövisek belső szerkezetét. Az erősen elszarusodott tüskék szoros csomókban helyezkedtek el, egyenként három-hat tövissel, belsejükben pedig pépes anyag volt. A szerzők szerint a tövisek azonos neműek a Tianyulong tüskéivel, a Beipiaosaurus hosszú, széles, pihetollaival, és talán a madarak tollával is. A mai madarak közül az egyszarvú csáján láthatók hasonló tövisek. Ezek abban különböznek a tollaktól, hogy nem tüszőből nőnek ki, hanem különálló sejthalmazokból fejlődnek ki. Sötétebb színű, puha szövetből álló struktúrát fedeztek fel a pofacsont kitüremkedésénél, ami vagy keratin, vagy bőrlebeny jelenlétét jelzi.

### Szülői gondoskodás és társas viselkedés

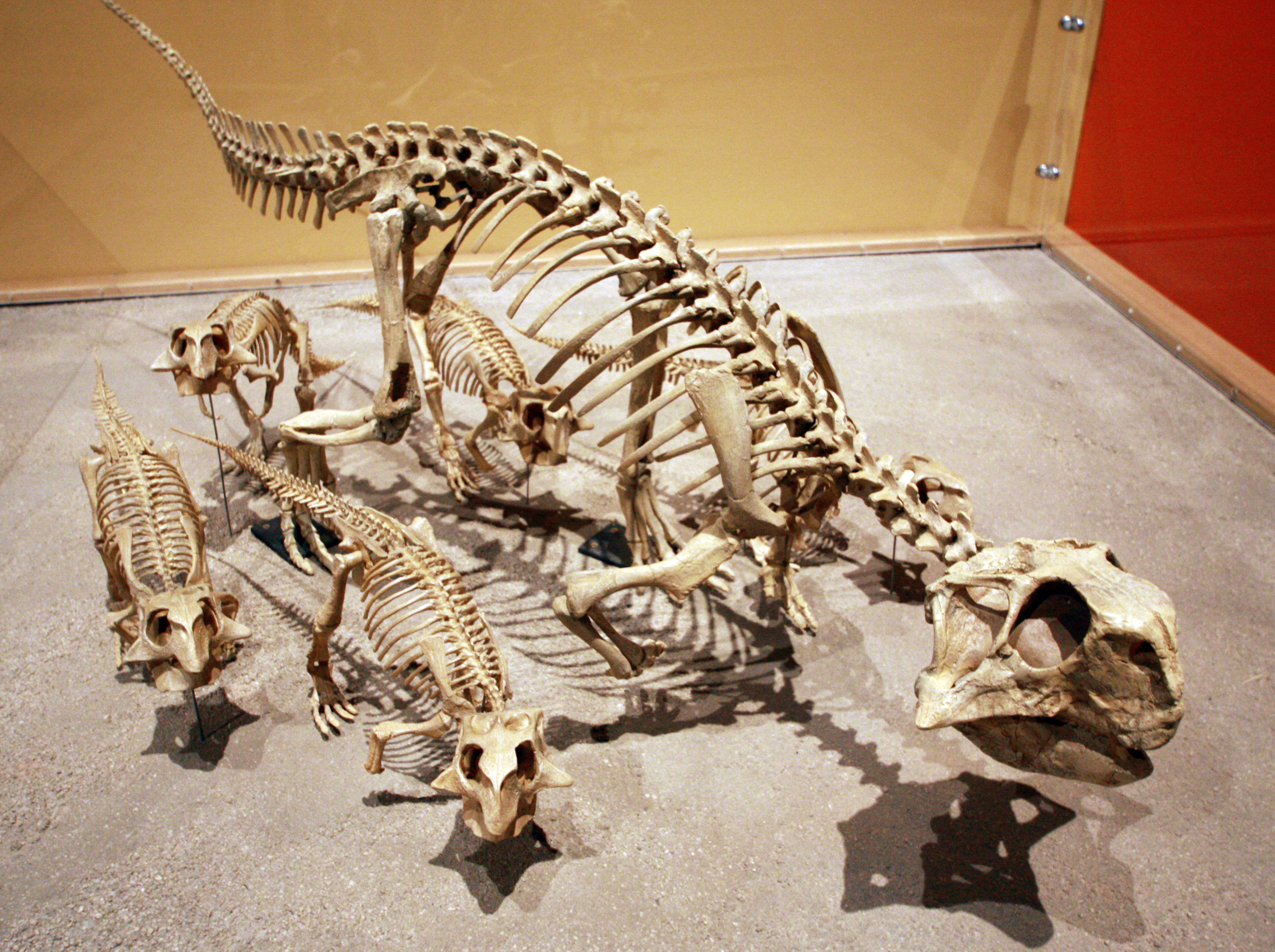
A Psittacosaurus és utódainak csontváza

Egy vulkáni sárfolyam által elpusztított, és elkülönülve megtalált hat egyedből álló Psittacosaurus csordában legalább két különböző korcsoportba és két fészekaljba tartozó utódok maradványai találhatók. Ezt a leletet bizonyítéknak tekintik arra nézve, hogy a csoporthoz való ragaszkodás és a társas viselkedés kiterjedt a fészkelési időszakon túlra is; ez a legkorábbi ilyen bizonyíték a ceratopsiákkal kapcsolatban. Az igen fiatal Psittacosaurus példányok fogain sérülések láthatók, ami azt jelzi, hogy ezek az állatok maguk rágták meg a táplálékot és talán fészekhagyók is voltak. Egy másik, kimondottan fiatal egyedeket tartalmazó kövületcsoportban különböző korú egyedek gyűltek össze. Ezek a fiatal állatok talán védelemért vagy táplálékszerzésért alkottak szoros, kevert korú csordákat, vagy a szülők fészkei körül segédkeztek. Konkrét szülői gondoskodásra nincs bizonyíték.
2004-ben, a Yixian Formációban talált leletet a dinoszauruszok szülői gondoskodásának bizonyítékaként említették. Ez egy felnőtt (egyik fajhoz sem besorolt) Psittacosaurus példány, ami 34 tagolt, és három dimenzióban megőrződött fiatal csontvázával együtt került elő. A fiatalok nagyjából hasonló korúak, és a felnőtt alatt találhatók összegyűlve, de mindegyikük koponyája a testük felett helyezkedik el, ahogy az az élő állatok esetében lenni szokott. Ez azt jelenti, hogy még éltek az eltemetődéskor, ami nyilván rendkívül gyorsan, talán egy üreg beomlása következtében ment végbe. Viszont egy 2013-as tanulmány rámutatott, hogy a felnőtt egyed nem tartozott a fészekhez, ugyanis a koponyája más üledékből származott, mint a fiatal példányokat tartalmazó tömb, és csak utólag ragasztották hozzá. Ebből a félreértelmezésből származott az az elképzelés, hogy a koponya egy olyan egyedhez, esetleg "anyához" tartozott, amely szülői nevelést nyújtott a 34 fiókának – ez az állítás azonban alaptalan. A felnőtt példányról továbbá kiderült, hogy hat éves volt, márpedig szövettani elemzések szerint a P. mongoliensis csak tízéves korától volt szaporodóképes. Az sem valószínű, hogy egyetlen nősténynek egyszerre ennyi fiókája legyen.
2014-ben újból megvizsgálták a leletet, és ugyanerre jutottak. Összegzésük szerint a hatéves példány fiókákhoz való közelsége a fiókák együttműködésére enged következtetni, azaz a hatéves egyed talán egy gondviselő volt.

### Ragadozók

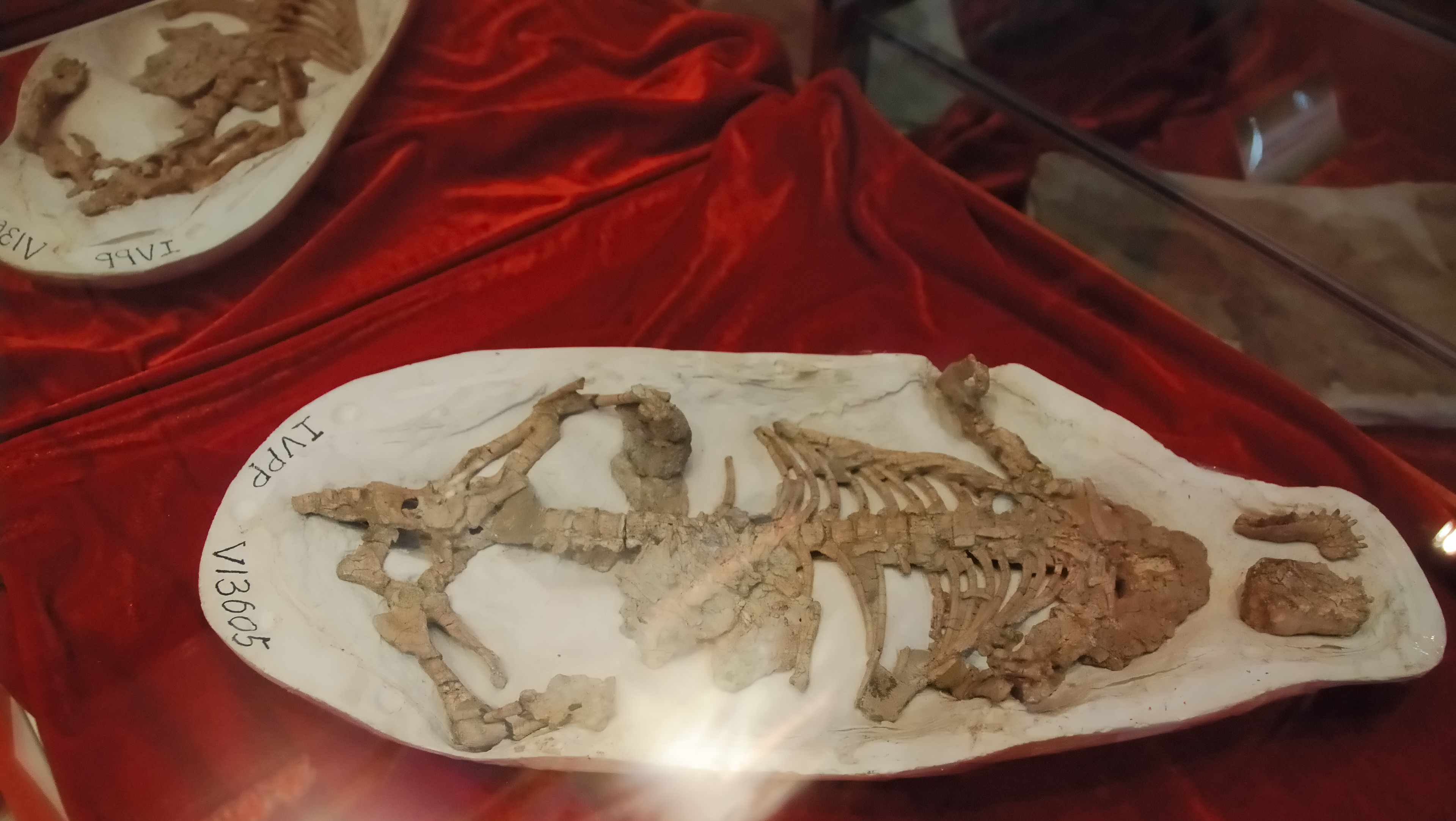
A Repenomamus robustus példánya, a gyomrában egy Psittacosaurus maradványaival

Egyes Yixian-formációból előkerült Psittacosaurus fosszíliák talán a ragadozók támadásaira szolgálnak bizonyítékkal. Egy nagy testű gobiconodonta emlős, egy Repenomamus robustus csontváza, a hasüregében egy fiatal Psittacosaurus maradványaival együtt őrződött meg. A Psittacosaurus csontjai jól tagoltak, ami azt jelzi, hogy a húsevő emlős nagy falatokban nyelte le a zsákmányát. A lelet arról nevezetes, hogy ez az első ismert példa arra, hogy a mezozoikumi emlősök élő dinoszauruszokra vadásztak. Az r és K-szelekció elmélet kimutathatja a fiatal Psittacosaurusok körében gyakori vadászat okozta elhullást, ami több utód létrehozásával ellensúlyozható.

### Patológia
A több mint 400 ismert Psittacosaurus példány közül csak eggyel kapcsolatban számoltak be kóros elváltozásról. A kérdéses példány egy teljes felnőtt csontváza, ami a kínai Yixian-formáció alsó rétegeiből került elő, és amit ideiglenesen a P. mongoliensis fajhoz soroltak be. Csonttörésnek nincs nyoma, de egy fertőzés jelei tisztán láthatók a szárkapocs csont középpontja közelében. A csonton egy nagy kör alakú bemélyedés fedezhető fel az üszkösödés bizonyítékaként, amit talán a terület vérellátásának hiánya okozott. Az üreget nagyméretű duzzanat vette körül, a csont alsó harmada mentén. A sérülést körülvevő nagy mennyiségű csontlerakódás arra utal, hogy az állat életben maradt egy ideig a sérülés, és az általa okozott fertőzés ellenére. Mivel a Psittacosaurusok két lábon járó állatok voltak, egy, a súlyt megtartó lábcsontot ért hasonló sérülés végzetes lehetett. Azonban a combcsonttal és a sípcsonttal ellentétben a szárkapocs csont nem a súly megtartására szolgál, így az állat bizonyos mértékig járóképes maradhatott. A sérülés eredete ismeretlen.

## Fordítás
- Ez a szócikk részben vagy egészben  a   Psittacosaurus című angol Wikipédia-szócikk ezen változatának fordításán alapul.  Az eredeti cikk szerkesztőit annak laptörténete sorolja fel. Ez a jelzés csupán a megfogalmazás eredetét és a szerzői jogokat jelzi, nem szolgál a cikkben szereplő információk forrásmegjelöléseként.

### Magyar nyelven
- Egy hét alatt 67 dinófosszília. MTV Modern képmesék. (Hozzáférés: 2010. június 25.)
- Gondos szülők voltak a dinoszauruszok. National Geographic Magyarország. (Hozzáférés: 2010. június 25.)

### Angol nyelven
- Ceratopsia. Thescelosaurus!. [2009. december 7-i dátummal az eredetiből archiválva]. (Hozzáférés: 2010. június 25.)